# Lijst van sporters overleden tijdens de beoefening van hun sport
Deze pagina bevat een lijst van sporters die zijn omgekomen tijdens het beoefenen van hun sport. De sporten zijn op alfabetische volgorde geplaatst.

## Alpine skiën
- David Poisson (35), verongelukt bij een val tijdens een training in het skigebied Nakiska

## Atletiek
- Ryan Shay (28), ingestort tijdens een loopwedstrijd in 2007

## Autosport
- Jean Behra (38), verongelukt op de beruchte AVUS tijdens Formule 1 race in 1959
- Jean Lucienbonnet (39), verongelukt tijdens een Formule Juniorwedstrijd in 1962
- Carel Godin de Beaufort (30), verongelukt tijdens de kwalificatie voor een Formule 1-wedstrijd in 1964
- Jim Clark (32), verongelukt tijdens een Formule 2-wedstrijd in 1968
- Jochen Rindt (28), verongelukt tijdens de kwalificatie voor een Formule 1-wedstrijd in 1970
- Roger Williamson (25), verongelukt tijdens een Formule 1-wedstrijd in 1973
- Helmuth Koinigg (25), verongelukt tijdens een Formule 1-wedstrijd in 1974
- Ronnie Peterson (34), verongelukt tijdens een Formule 1-wedstrijd in 1978
- Gilles Villeneuve (32), verongelukt tijdens de kwalificatie voor een Formule 1-wedstrijd in 1982
- Elio de Angelis (28), verongelukt tijdens een Formule 1-wedstrijd in 1986
- Roland Ratzenberger (33), verongelukt tijdens de kwalificatie voor een Formule 1-wedstrijd in 1994
- Ayrton Senna (34), verongelukt tijdens een Formule 1-wedstrijd in 1994
- Greg Moore (24), verongelukt tijdens een Champ Car-wedstrijd in 1999
- Henry Surtees (18), verongelukt tijdens een Formule 2-wedstrijd in 2009
- Dan Wheldon (31), verongelukt tijdens een Indycar-wedstrijd in 2011
- Jason Leffler (37), verongelukt tijdens een Sprintcar-wedstrijd in 2013
- Allan Simonsen (34), verongelukt tijdens 24 uur van Le Mans 2013
- Jules Bianchi (25) verongelukt tijdens een Formule 1-wedstrijd in 2014[1]
- Justin Wilson (37), verongelukt tijdens een Indycar-wedstrijd in 2015
- Anthoine Hubert (22), verongelukt tijdens een Formule 2-race op Spa-Francorchamps in 2019
- Craig Breen (33), verongelukt tijdens een testrit voor de Rally van Kroatië in 2023 [2]
- Dilano van 't Hoff (18), verongelukt na crash in de tweede FREC-race op Spa-Francorchamps in 2023[3]

## Cricket
- Phillip Hughes (25), door een kort geworpen bal in gezicht geraakt en door een dissectie overleden in 2014

## Duatlon
- Benny Vansteelant (30), aangereden door een auto tijdens training in 2007

## Klimmen
- Chloé Graftiaux (23), verongelukt tijdens een afdaling in 2010
- Ronald Naar (56), overleed in 2011 op een beklimming van de Cho Oyu

## Motorsport
- John Antram (26), verongelukt tijdens de TT van Man van 1958
- Cecil Ashby (32), verongelukt tijdens de TT van Man van 1929
- Frank Bateman (23), verongelukt tijdens de TT van Man van 1913
- Archie Birkin (22), verongelukt tijdens de TT van Man van 1927
- Kenny Blake (32), verongelukt tijdens de TT van Man van 1981
- Mick Collins (26), verongelukt tijdens de TT van Man van 1970
- Syd Crabtree (33), verongelukt tijdens de TT van Man van 1934
- Ben Drinkwater (39), verongelukt tijdens de TT van Man van 1949
- Joey Dunlop (48), verongelukt  tijdens een race in Tallinn in Estland in 2000
- Jason Dupasquier (19), verongelukt tijdens de kwalificatie voor de Grand Prix van Italië in 2021
- Frank Fry (35), verongelukt tijdens de TT van Man van 1952
- Karl Gall (35), verongelukt tijdens de TT van Man van 1939
- Paulo Gonçalves (40), verongelukt tijdens de Dakar-rally 2020 in 2020
- Les Graham, verongelukt tijdens de TT van Man van 1953
- Nicky Hayden (35), verongelukt tijdens een fietstocht aangereden door een auto in Italië in 2017
- Daniel Hegarty (31), verongelukt tijdens de Grand Prix van Macau in 2017
- Steve Henshaw (35), verongelukt tijdens de TT van Man van 1989
- Michał Hernik (39), kwam om het leven tijdens de etappe op weg naar Chilecito tijdens de Dakar-rally 2015
- Santiago Herrero (27), verongelukt tijdens de TT van Man van 1970
- Freddie Hicks (29), verongelukt tijdens de TT van Man van 1931
- Malcolm Hobson (47), verongelukt tijdens de TT van Man van 1978
- David Jefferies (30), verongelukt tijdens de TT van Man van 2003
- Craig Jones (23), verongelukt tijdens een wedstrijd in 2008
- Les Kenny, (30), verongelukt tijdens de TT van Man van 1976
- Marie Lambert (26), verongelukt tijdens de TT van Man van 1961
- Arthur Lavington (ca. 52), verongelukt tijdens de TT van Man van 1969
- Phil Mellor (35), verongelukt tijdens de TT van Man van 1989
- Fabrizio Meoni (47), sterft tijdens Dakar-rally aan een hartaanval in 2005
- Jack Middelburg (31), verongelukt tijdens een wegrace nabij Tolbert, Nederland in 1984
- Bert Oosterhuis (41), verongelukt tijdens de Dakarrally in 1982
- Eric Palante (49), sterft tijdens Dakar-rally aan intense hyperthermie (2014)
- Gilberto Parlotti (31), verongelukt tijdens de TT van Man van 1972
- Renzo Pasolini (34), verongelukt tijdens de GP des Nations van 1973
- Tom Phillis (26), verongelukt tijdens de TT van Man van 1962
- Doug Pirie (28), verongelukt tijdens de TT van Man van 1935
- Ralph Rensen (28), verongelukt tijdens de TT van Man van 1961
- Charlie Salt (43), verongelukt tijdens de TT van Man van 1957
- Luis Salom (24), verongelukt tijdens een wedstrijd in Spanje in 2016
- Simon Sandys-Winsch (28), verongelukt tijdens de TT van Man van 1954
- Jarno Saarinen (27), verongelukt tijdens de GP des Nations van 1973
- Marco Simoncelli (24), verongelukt tijdens een wedstrijd in Maleisië in 2011
- Brian Steenson (23), verongelukt tijdens de TT van Man van 1970
- Manfred Stengl (46), verongelukt tijdens de TT van Man van 1992
- Edwin Straver (48), verongelukt tijdens de Dakar-rally 2020 in 2020
- Victor Surridge (19), verongelukt tijdens de TT van Man van 1911
- Elmer Symons (29), verongelukt tijdens de Dakarrally in 2007
- Shoya Tomizawa (19), verongelukt tijdens een wedstrijd in Italië in 2010
- Rob Vine (30), verongelukt tijdens de TT van Man van 1985
- Frank Walker, verongelukt tijdens de TT van Man van 1914

## Mountainbiken
- Patrick Gaudy (38) werd tijdens een training aangereden door een vrachtwagen in maart 2015

## Rodelen
- Nodar Koemaritasjvili (21), verongelukt tijdens de Olympische Winterspelen 2010 in Vancouver

## Rugby
- Danny Jones (29) kreeg tijdens een wedstrijd een hartaanval. Hij werd nog naar het hospitaal gebracht, waar hij bij aankomst overleed

## Snowboarden
- Jonatan Johansson (26), bezweken na een val op training in 2006
- Sarah Burke (29), bezweken na een val op training in 2012
- Sophie Hediger (26), lawine ongeluk in 2025

## Snowmobile
- Caleb Moore (25), verongelukt tijdens stunt op de Winter X Games XVII in Aspen, Colorado

## Voetbal
- Bas Timmerman (18), hartstilstand tijdens promotie/degradatiewedstrijden in 1939
- Michel Soulier (27), hartstilstand tijdens een bekerwedstrijd in 1977
- Cătălin Hîldan (24), hartaanval tijdens een vriendschappelijke wedstrijd 2000
- Marc-Vivien Foé (28), hartstilstand tijdens een interland in 2003
- Miklos Feher (25), hartstilstand tijdens een wedstrijd in 2004
- Paulo Sérgio Oliveira da Silva (30), hartstilstand tijdens een wedstrijd in 2004
- Mohamed Abdelwaheb, (23), hartstilstand tijdens een training in 2006
- Antonio Puerta (22), hartstilstand tijdens een wedstrijd in 2007, 3 dagen later overleden
- Phil O'Donnell (36), hartstilstand tijdens een wedstrijd in 2007
- Andrei Mutulescu (23), hartstilstand tijdens vriendschappelijke wedstrijd in 2011
- Bobsam Elejiko (30), hartaderbreuk tijdens een competitiewedstrijd in 2011
- Piermario Morosini (26), hartstilstand tijdens een competitiewedstrijd in 2012
- Alen Pamić (23), hartfalen tijdens competitiewedstrijd in 2013
- Gregory Mertens (24), hartstilstand tijdens beloftenwedstrijd in 2015, drie dagen later overleden
- Tim Nicot (23), hartstilstand tijdens toernooi in Hemiksem in 2015, twee dagen later overleden
- Patrick Ekeng (26), hartaanval tijdens wedstrijd van zijn club Dinamo Bukarest in 2016
- Ugo Ehiogu (44), hartaanval tijdens het geven van een training aan Jong Tottenham Hotspur in 2017, een dag later overleden
- Cheick Tioté (30), hartaanval tijdens een training in 2017
- Faty Papy (28), Burundees voetballer, overleed tijdens wedstrijd van Malanti Chiefs in 2019
- Andres Balanta (22), Colombiaans voetballer, overleed in Argentinië tijdens een training bij zijn club Atletico Tucuman.

## Wielrennen
- Francisco Cepeda (29), gevallen tijdens de afdaling van de Galibier in 1935
- Stan Ockers (36), gevallen op de piste van het Antwerpse Sportpaleis in 1956
- Tom Simpson (29), omgekomen tijdens de beklimming van de Mont Ventoux in 1967
- Jean-Pierre Monseré (22), aanrijding met een wagen tijdens een wielerwedstrijd in 1971
- Joaquim Agostinho (42), aanrijding met een hond in de Ronde van Algarve in 1984
- Connie Meijer (25), hartstilstand tijdens een wielerwedstrijd in 1985
- Fabio Casartelli (24), verongelukt tijdens de afdeling van de Portet d'Aspet in de Ronde van Frankrijk 1995
- Andrej Kivilev, (29), op zijn hoofd gevallen tijdens Parijs-Nice in 2003
- Tim Pauwels (22), hartaderbreuk tijdens een wedstrijd veldrijden in 2004
- Stive Vermaut (28), hartstilstand tijdens een fietstocht in 2004
- Isaac Gálvez (31), verongelukt tijdens de Zesdaagse van Gent in 2006
- Wouter Weylandt (26), verongelukt tijdens de afdaling van de Passo del Bocco tijdens de Ronde van Italië 2011
- Annefleur Kalvenhaar (20), verongelukt tijdens de XC-eliminator, een nieuwe variant bij het mountainbiken in 2014
- Romain Guyot (23), overleden na aanrijding tijdens een training in 2016
- Antoine Demoitié (25), overleden na valpartij en aanrijding met motor tijdens de wedstrijd Gent-Wevelgem 2016
- Gijs Verdick (21), kreeg twee hartaanvallen tijdens de Carpathian Couriers Race in Polen, overleed enkele dagen later in Zwols ziekenhuis in mei 2016.
- Leo Peelen (48), had meegedaan aan een baanclinic in Omnisport Apeldoorn en werd na afloop dood aangetroffen in de kleedkamer in 2017
- Michele Scarponi (37), tijdens de training aangereden door een vrachtwagen in 2017
- Chad Young (21), overleden in ziekenhuis van Tucson na een valpartij in de Ronde van de Gila in New Mexico in 2017
- Mathieu Riebel (20), tijdens de afdaling van de Col de la Pirogue in de Ronde van Nieuw-Caledonië in 2017 botste hij tegen de voorruit van een ambulance, waarna hij overleed
- Michael Goolaerts (23), tijdens de tweede kasseienstrook in Parijs-Roubaix in 2018, na een hartstilstand
- Robbert de Greef (27), tijdens de Omloop van de Braakman getroffen door een hartstilstand en werd daarna in coma gehouden in het ziekenhuis in Antwerpen waar hij overleed aan een hersenbloeding.
- Bjorg Lambrecht (22), tijdens de derde etappe van de Ronde van Polen in 2019 kwam hij nabij Bełk zwaar ten val tegen een betonnen duiker. Hij overleed aan een gescheurde lever.
- Suleiman Kangangi (33), gevallen in de Vermont Overland gravelrace (VS) in 2022
- Gino Mäder (26), val in de afdaling van de Albulapas tijdens de ronde van Zwitserland, ter plaatse gereanimeerd en afgevoerd per traumahelikopter en later overleden in het ziekenhuis van Chur.
- André Drege (25), overleden na valpartij in de afdaling van de Großglockner in de Ronde van Oostenrijk.
- Muriel Furrer (18), overleden een dag na valpartij op het wereldkampioenschap op de weg voor junioren vrouwen in Zürich.

## Zeezeilen
- Hans Horrevoets (32), hij overleed tijdens de zevende etappe van de Volvo Ocean Race van New York naar Portsmouth. Hij sloeg bij een krachtige wind overboord. Het ongeluk gebeurde op volle zee.

## Zwemmen
- Kenneth To  (26), hij overleed tijdens trainingskamp (2019) in Florida, hij voelde zich na een training in de kleedruimte niet lekker en overleed kort daarna in het ziekenhuis.